# Dagabur
Dagabur o Dagahbur (in lingua somala Dhagaxbuur ) è una città nella parte orientale dell'Etiopia nella regione geografica dell'Ogaden. È situata sulle rive del fiume Gierer nell'omonima Zona di Dagabur nella Regione dei Somali ed è il centro amministrativo dell'omonima woreda.
I suoi edifici più importanti sono la chiesa di San Giorgio e la Moschea Bianca di Dagabur.
La ONG Medici Senza Frontiere possiede una clinica in questa città.
La strada sterrata di 142 km che da Dagabur porta alla capitale regionale di Giggiga è stata asfaltata recentemente.
Circa la metà dei 1.100 operai, che dal marzo del 2009, stanno lavorando all'asfaltazione della strada, che da Dagabur porta a Shekosh, sono di Dagabur.
Per la sua posizione strategica, la città fu scelta dal degiac Nasibù Zemanuel, come quartier generale per i suoi soldati nella guerra d'Etiopia. Nonostante le numerose fortificazioni costruite attorno alla città, gli Italiani, guidati dal generale Rodolfo Graziani, riuscirono comunque a prenderne possesso nella battaglia dell'Ogaden e la occuparono il 30 aprile del 1936.